# Чанаклија
Чанаклија (мкд. Чанаклија) је насеље у Северној Македонији, у југоисточном делу државе. Чанаклија је у саставу општине Васиљево.

## Географија
Чанаклија је смештена у југоисточном делу Северне Македоније. Од најближег града, Струмице, насеље је удаљено 10 km североисточно.
Насеље Чанаклија се налази у историјској области Струмица. Насеље је положено на северном ободу плодног Струмичког поља, на месту где се из поља издижу прва брда планине Малешевских планина. Надморска висина насеља је приближно 360 метара.
Месна клима је блажи облик континенталне због близине Егејског мора (жарка лета).

## Становништво
Чанаклија је према последњем попису из 2002. године имала 598 становника.
Претежно становништво у насељу су етнички Македонци (93%), а мањина су Турци (7%). Турци су до почетка 20. века чинили целокупно становништво, али су се потом спонтано иселили у матицу.
| Националност | Становника |
| Македонци    | 554        |
| Албанци      | 0          |
| Турци        | 41         |
| Роми         | 0          |
| Цинцари      | 0          |
| Срби         | 0          |
| остали       | 3          |

Претежна вероисповест месног становништва је православље, а мањинске ислам и римокатоличанство.